# Pauli Kiuru
Pauli Kiuru, né le 8 décembre 1962 à Valkeakoski, est un triathlète professionnel finlandais, multiple vainqueur sur Ironman.

## Biographie
En 1990, il est devenu populaire après sa victoire sur un sprint épique avec l'américain Ken Glah à l'Ironman Nouvelle-Zélande qui s'est gagné pour une seconde. Les deux triathlètes étaient au coude à coude approchant de la ligne d'arrivée, Pauli Kiuru s'est trompé de parcours et a dévié momentanément sa course au milieu des spectateurs et des panneaux publicitaires, laissant Ken Glah quelque peu déconcerté, le finlandais remporta cependant la course de toute justesse, un faible écart qui n'était jamais arrivé dans un triathlon sur distance Ironman, cet événement est resté gravé dans l'histoire du triathlon.

## Palmarès
Le tableau présente les résultats les plus significatifs (podium) obtenus sur le circuit international de triathlon depuis 1987.
| Année | Compétition                                  | Pays             | Position           | Temps           |
| ----- | -------------------------------------------- | ---------------- | ------------------ | --------------- |
| 1997  | Championnat du monde longue distance         | Danemark         | Médaille de bronze | 8 h 30 min 41 s |
| 1994  | Ironman Australie                            | Australie        | Médaille d'or      | 8 h 21 min 13 s |
| 1994  | Ironman Japon                                | Japon            | Médaille d'or      | Timing          |
| 1993  | Ironman Australie                            | Australie        | Médaille d'or      | 8 h 10 min 53 s |
| 1993  | Ironman - Championnat du monde à Kailua-Kona | États-Unis       | Médaille d'argent  | 8 h 14 min 27 s |
| 1992  | Ironman Australie                            | Australie        | Médaille d'or      | 8 h 6 min 39 s  |
| 1992  | Ironman - Championnat du monde à Kailua-Kona | États-Unis       | Médaille de bronze | 8 h 17 min 29 s |
| 1991  | Ironman Australie                            | Australie        | Médaille d'or      | 8 h 22 min 40 s |
| 1991  | Ironman Europe                               | Allemagne        | Médaille d'or      | 8 h 4 min 54 s  |
| 1990  | Ironman - Championnat du monde à Kailua-Kona | États-Unis       | Médaille de bronze | 8 h 39 min 24 s |
| 1990  | Ironman Europe                               | Allemagne        | Médaille d'or      | 8 h 21 min 13 s |
| 1990  | Ironman Nouvelle-Zélande                     | Nouvelle-Zélande | Médaille d'or      | 8 h 39 min 12 s |
| 1989  | Almere-Triathlon                             | Pays-Bas         | Médaille d'or      | Timing          |
| 1987  | Championnat du monde longue distance         | Finlande         | Médaille de bronze | 8 h 50 min 26 s |